# Jack Deverell

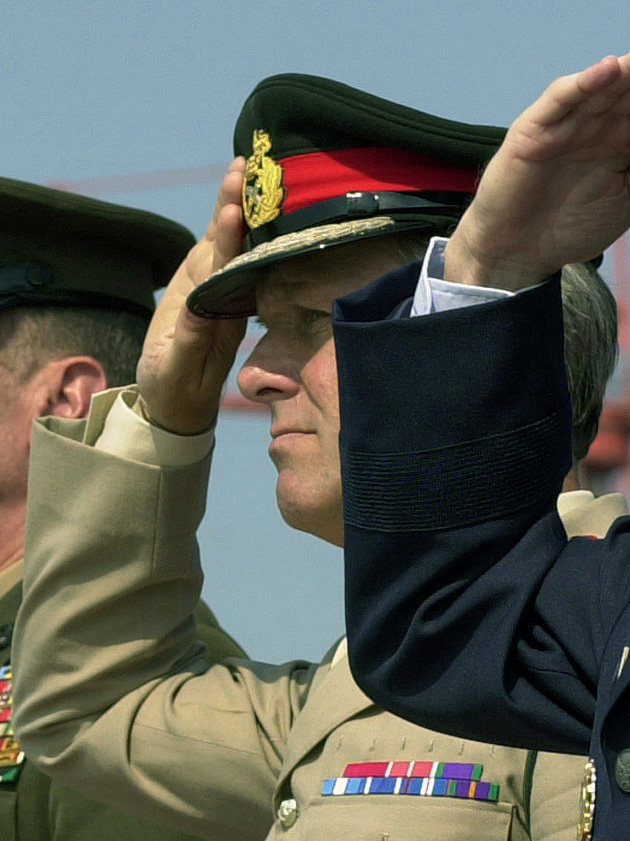
Jack Deverell (John Freeguard Deverell), NATO, 2003

Sir John Freeguard „Jack“ Deverell,  KCB  OBE (* 27. April 1945) ist ein britischer General im Ruhestand. Er war Oberbefehlshaber Allied Joint Force Command Brunssum.

## Militärische Laufbahn
Jack Deverell absolvierte seine Schulausbildung an der King Edwars’s School in Bath und war ab 1964 an der Royal Military Academy Sandhurst. Er trat 1965 in den Militärdienst ein und diente in der Somerset and Cornwall  Light Infantry als Offizier. 1984 übernahm er das  Kommando eines Leichten Infanterie Bataillons, mit dem er in Nordirland eingesetzt war. 1986 begann er sein Studium am Royal Military College of Science. 1988 wurde er Kommandeur der britischen mobilen Einsatzkräfte. 1991 übernahm er den Posten eine Abteilungsleiters im Verteidigungsministerium des Vereinigten Königreichs und war für das Rekrutierungswesen der Streitkräfte zuständig. Er wechselte 1993 innerhalb des Verteidigungsministeriums auf den Posten des Generaldirektors für Personalangelegenheiten. 1995 folgte die Verwendung als Schulkommandeur der Militärakademie von Sundhurst. 1997 übernahm er den Posten des stellvertretenden Oberbefehlshaber der Landstreitkräfte und war gleichzeitig Generalinspekteur der Territorialen Streitkräfte. 1998 war er stellvertretender Kommandeur des operativen Einsatz der Stabilisation Force in Bosnien und Herzegowina. Seine letzte Verwendung war ab 2001 der Oberbefehlshaber der Allied Forces Northern Europe. Seit seinem Ruhestand ist er Vorsitzender des National Army Museum in Chelsea.

## Familie
Deverell ist seit 1973 mit Jane Ellen Solomon verheiratet. Sie haben einen Sohn und eine Tochter. 